# Кабанов, Тарас Владимирович
Тара́с Влади́мирович Каба́нов (укр. Тарас Володимирович Кабанов; род. 23 января 1981, Луцк, СССР) — украинский футболист, нападающий. Выступал за сборную Украины.
За сборную Украины сыграл 1 товарищеский матч, 18 января 2004 года вышел на 59 минуте вместо Андрея Воронина в матче со сборной Ливии.
В 2010—2011 был основным нападающим в составе «Александрии». Вместе с командой стал победителем Первой лиги Украины и отыграл половину сезона в Премьер-лиге.
6 февраля 2012 года подписал контракт с белорусским клубом «Белшина» из Бобруйска.
17 января 2013 года было объявлено о завершении карьеры.